# Subconscio
In psicologia il subconscio o subcosciente (letteralmente "sotto la coscienza") è «qualunque contenuto della mente esistente od operante al di fuori della coscienza». 
Sebbene sia un termine poco usato nella terminologia scientifica, esso è molto diffuso nella cultura popolare, dove viene usato alternativamente come sinonimo di "inconscio" o di "preconscio" (termini corretti in psicoanalisi), o, quando non si vuole fare direttamente riferimento all'opera di Freud, per indicare in generale tutto ciò che è nascosto o non è accessibile alla coscienza. Nel suo senso più ampio, il subcosciente è quindi quella parte della mente  non accessibile direttamente dall'individuo, ma indagabile tramite diverse tecniche come l'ipnosi, la psicoterapia, i messaggi subliminali, i toni binaurali.

## Origine del termine
Il termine subconscio fu introdotto dallo psichiatra francese Pierre Janet, contemporaneo di Freud, per indicare i contenuti della mente che si trovavano ad un livello inferiore di consapevolezza. Janet sviluppò una complessa teoria della mente, basata sui concetti di subconscio e dissociazione, e fu il primo ad avanzare l'ipotesi che i contenuti subconsci dissociati (o rimossi) fossero all'origine di alcuni sintomi di tipo nevrotico. Lo stesso termine fu usato da Sigmund Freud nei suoi primi lavori, ma venne presto abbandonato a causa della sua ambiguità, e sostituito da "inconscio".